# Andrej Nikolajevitj Tupolev
 Der er for få eller ingen kildehenvisninger i denne artikel, hvilket er et problem. Du kan hjælpe ved at angive troværdige kilder til de påstande, som fremføres i artiklen.

Andrej Nikolajevitj Tupolev (russisk: Андрей Николаевич Туполев, tr. Andrej Nikolajevitj Tupolev; født 10. november 1888 i Pustomasovo nær Kortjeva i Kortjevskoj ujezd, Tver guvernement, død 23. december 1972 i Moskva, Sovjetunionen) var en sovjtisk ingeniør og designer af flyvemaskiner. Tupolev anses som grundlæggeren af Sovjetunionens flyindustri.
Han grundlagde den sovjetiske flyproducent Tupolev den 22. oktober 1922.
Tupolev var leder af det sovjetiske Centrale Institut for Aero- og Hydrodynamik TsAGI (russisk: Центральный аэро-гидродинамический институт; ЦАГИ) fra 1929 til sin død i 1972, hvor han designede og medvirkede ved designet af mere end 100 fly, hvoraf 78 satte verdensrekorder. Tupolev modtog en lang række priser og hændersbevisninger, og var æresmedlem at Storbritanniens Royal Aeronautical Society og af American Institute of Aeronautics and Astronautics. I Sovjetunionen blev Tupolev hædret ved optagelse i 1953 i Sovjetunionens Videnskabernes Akademi, udnævnelse til generaloberst (1968) og tre gange tildelt Det Socialistiske Arbejdes Helt (1945, 1957, 1972).
Andrej Tupolev og den øvrige ledelse af TsAGI blev i 1937 arresteret og anklaget for sabotage, spionage og støtte til det russiske fascistparti. Mange af Tupolevs kolleger blev henrettet. Tupolev blev fængslet og blev i 1940 idømt 10 års fængsel, men blev imidlertid løsladt i 1941 efter Tysklands invasion af Sovjetunionen for at "udføre vigtigt arbejde for forsvaret". Han blev først fuldt rehabiliteret to år efter Josef Stalins død i 1953.